# Knabenberg (Naumburg)

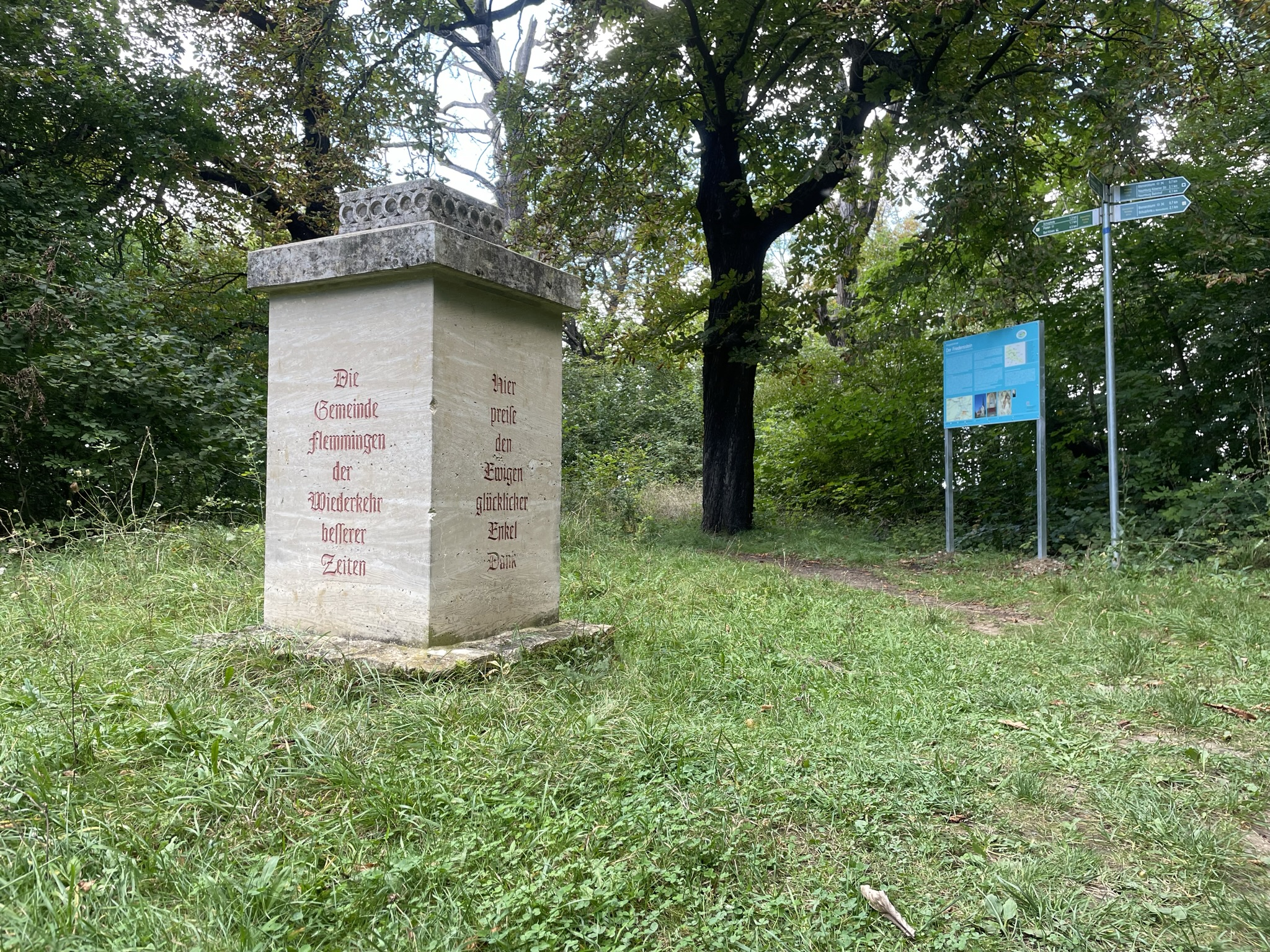
Friedenstein Flemmingen/Almrich

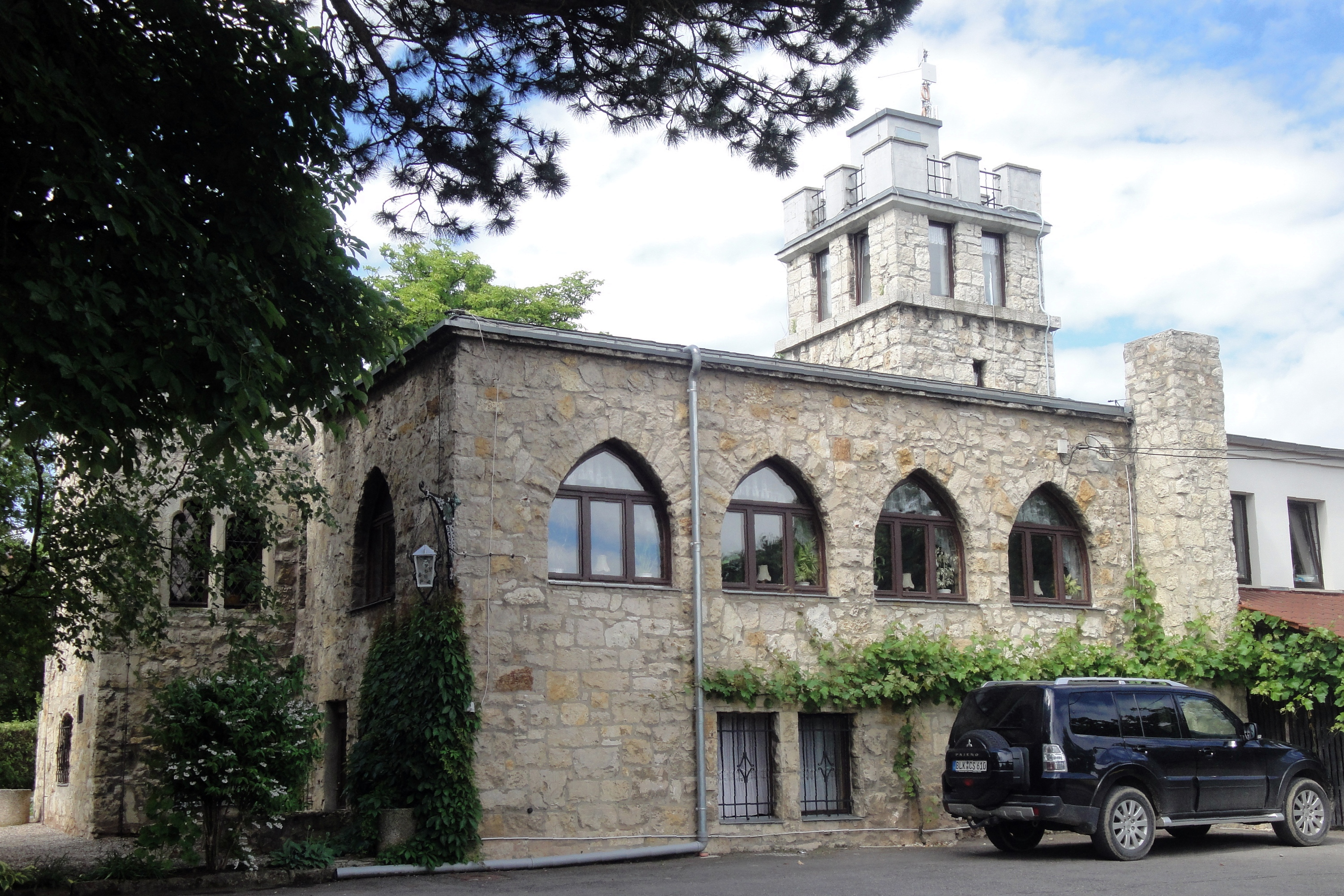
Bismarckturm Naumburg

Der Knabenberg ist eine Anhöhe auf dem Hochhang der Saale zwischen den Naumburger Ortsteilen Almrich und Flemmingen und Schulpforta, die mit Streuobstwiesen, zumeist jedoch mit Laubwald bewachsen ist. Den Namen kann er von den Zöglingen der Schule in Schulpforta her haben.
Auf der Anhöhe Burgscheidel befindet sich der Bismarckturm aus dem Jahr 1902, der 1945 in Burgscheidelturm umbenannt wurde. Der quadratische Turm als Aussichtsturm besteht aus Kalkstein und ist mit einer Inschrift und einem Bismarck-Relief aus Bronze versehen. Im zweiten Obergeschoss gibt es eine Bismarck-Gedächtnishalle. Im Jahr 1903 wurde eine Gaststätte angebaut. Der Turm ist 14 m hoch. Das Bismarckrelief ist verschollen. Nach der Wende wurde er wieder Bismarckturm genannt. Ab 1992 erfolgte eine Sanierung. Er steht auf der Liste der Kulturdenkmale in Naumburg (Saale)/Ortsteile #Almrich unter der Anschrift Sachsenholzstraße 50.
Der geologische Untergrund des Knabenbergs besteht aus Muschelkalk.
Bemerkenswert ist ein an der Flurgrenze von Almrich zu Flemmingen befindlicher Gedenkstein, der 2006 wieder aufgestellt wurde, jedoch ursprünglich 1816 errichtet wurde und als Friedenstein Bedeutung erlangen sollte.